# Tatjana Andriuszyna
Tatjana Siergiejewna Andriuszyna (ros. Татьяна Сергеевна Андрюшина; ur. 26 czerwca 1990 w Woskriesiensku) – rosyjska szpadzistka, dwukrotna medalistka mistrzostw świata.
W 2010 roku zdobyła brązowy medal drużynowo na mistrzostwach świata juniorów w Baku.
Podczas mistrzostw świata w Budapeszcie w 2013 roku Rosjanki w składzie: Tatjana Andriuszyna, Wioletta Kołobowa, Anna Siwkowa i Jana Zwieriewa zdobyły złoty medal w zawodach drużynowych. W tej samej konkurencji zdobyła również srebrny medal na mistrzostwach świata w Budapeszcie sześć lat później.
Ponadto zdobyła srebrny medal drużynowo na mistrzostwach Europy w Düsseldorfie (2019).
Nigdy nie wzięła udziału w igrzyskach olimpijskich.